# پارک ملی کوه لوسر
پارک ملی کوه لوسر یک پارک ملی است که مساحتی بیش ۷٬۹۲۷ کیلومترمربع وسعت دارد. در شمال سوماترا، اندونزی، حاشیه مرز استانهای سوماترا و آچه، قرار دارد. این پارک ملی، که در دامنه کوه باریسان مستقر شده‌است، به نام کوه لوزر (به ارتفاع ۳٬۱۱۹ متر) نامگذاری شده‌است، و از طیف گسترده‌ای از اکوسیستم محافظت می‌کند. این پارک پناهگاه اورانگوتان است. این پارک به همراه دو پارک دیگر در فهرست میراث جهانی یونسکو در کشور اندونزی ثبت شده‌است.

## جغرافیا

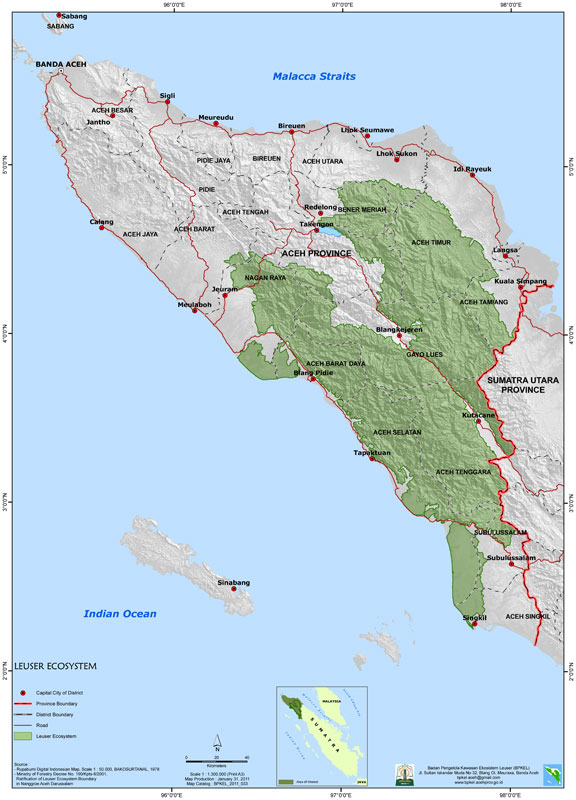
موقعیت پارک در استان

این پارک ملی ۱۵۰ کیلومتر درازا دارد و عرض آن بیش از ۱۰۰ کیلومتر است و بیشتر نواحی کوهستانی را شامل می‌شود. حدود ۴۰ درصد پارک، عمدتاً در شمال غربی است و بیش از ۱۵۰۰ متر ارتفاع دارد. این منطقه به عنوان بزرگترین منطقه بیابانی در جنوب شرقی آسیا به‌شمار می‌آید. حدود ۱۲٪ پارک، در نیمه جنوبی پایین‌تر قرار گرفته و زیر ۶۰۰ متر از سطح دریا قرار دارد. یازده قله با بیش از ۲۷۰۰ متر ارتفاع در این پارک است. کوه لوسر (۳٬۱۱۹ متر) سومین قله مرتفع این کوهستان است. بلندترین قله کوه تانپا ناما (۳٬۴۶۶ متر)، دومین قله مرتفع در سوماترا بعد از کوه کرینشی (۳۸۵۰ متر) است.

## اکولوژی

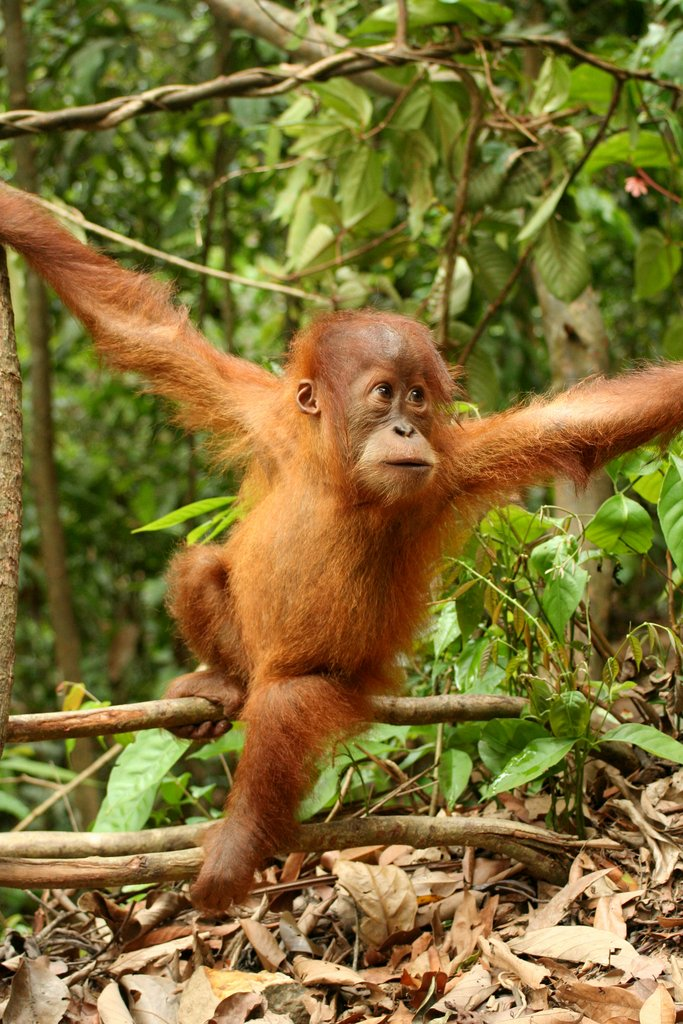
اورانگوتان جوان در پارک ملی

پارک ملی لوسر یکی از دو زیستگاه باقی مانده برای اورانگوتان سوماترایی (Pongo abelii) است. در سال ۱۹۷۱، هرمان رایکسن ایستگاه تحقیقاتی Ketambe، یک منطقه تحقیقاتی ویژه برای اورانگوتان را تأسیس کرد. سایر پستانداران یافت شده در پارک عبارتند از: فیل سوماترایی، ببر سوماترایی کرگدن سوماترایی، سیامانگ، گوزن سمبر و گربه پلنگی.

### آبرسانی
مخازن آبهای زیرزمینی به سرعت در حال فرسودگی هستند و چندین رودخانه در بخشی از سال کاملاً خشک می‌شوند. این عواقب جدی برای جامعه محلی دارد. هم خانواده و هم صنایع نیاز به پیش‌بینی کمبود آب و هزینه‌های بالاتر برای آب دارند.

### شیلات
شیلات ساحلی و آبزی پروری در لوسر و اطراف آن بسیار مهم است. آنها بخش بزرگی از پروتئین حیوانی را در رژیمهای غذایی محلی افراد تأمین می‌کنند و ارز خارجی زیادی را ایجاد می‌کنند. ارزش سالانه آنها در حال حاضر از ۱۷۱ میلیون دلار آمریکا فراتر رفته‌است. اگر اکوسیستم لوسر تخریب شود، کاهش آب شیرین ممکن است تأثیر مضر بر عملکرد بخش شیلات داشته باشد.

### کشاورزی و مزارع
کشاورزی منبع اصلی درآمد برای جوامع محلی اطراف لوسر است. مزارع بزرگ کائوچو و روغن نخل در شمال سوماترا نقش عمده ای در اقتصاد ملی دارند. تقریباً تمام جنگلهای مرتفع باقیمانده به‌طور رسمی برای مزارع نخل‌های روغنی واگذار شده‌اند.
این کاهش را می‌توان عمدتاً به وخامت مواد مغذی موجود در خاک، همراه با فرسایش خاک، خشکسالی و سیل، و افزایش علفهای هرز دانست. واضح است که این علل کاهش با جنگل زدایی در ارتباط است.

## جابجایی‌ها
در دسامبر ۲۰۱۰، ۲۶ خانواده متشکل از ۸۴ نفر از منطقه پارک ملی به موسی بنیواسین، سوماترای جنوبی منتقل شدند. هزاران نفر از مردم به‌طور غیرقانونی در این پارک سکونت می‌کنند و دولت اندونزی قصد دارد آنها را جابجا کند. بسیاری از ساکنان پناهندگان از خشونت‌ها و فجایع در آچه هستند.